# (15676) Almoisheev
(15676) Almoisheev es un asteroide perteneciente al cinturón de asteroides, descubierto el 8 de octubre de 1978 por la astrónoma soviética Liudmila Chernyj desde el Observatorio Astrofísico de Crimea.

## Designación y nombre
Designado provisionalmente como 1978 TQ5. Fue nombrado Almoisheev en honor a Aleksandr Aleksándrovich Moishéyev, uno de los diseñadores del observatorio espacial Astron.